# Publius Popillius Laenas
Pour les articles homonymes, voir Popillius Laenas.
Publius Popillius Laenas est un homme politique de la République romaine, consul en 132 av. J.-C.

## Famille
Publius Popillius Laenas est membre de la gens des Popillii Laenates, fils de Caius Popillius Laenas qui est consul en 172 et 158 av. J.-C. Il est le père d'un Caius Popillius Laenas, légat en Gaule en 107 av. J.-C. qui s'exile à Nuceria à partir de 106, à l'image de son père bien que cet exil ne soit pas politique.

## Biographie
En 132 av. J.-C., il devient consul avec Publius Rupilius et fait probablement construire la Via Popilia qui relie Capoue à Rhegium, une extension de la Via Appia. Néanmoins, l'identification du bâtisseur reste incertaine et certains attribuent les travaux à Titus Annius Rufus, propréteur en 131. Popillius dirige également la commission d’enquête sur la mort de Tiberius Gracchus. Popillius poursuit avec la plus grande sévérité les partisans de Gracchus et les fait bannir de Rome,.
En 123 av. J.-C., le tribun de la plèbe Caius Gracchus, frère de Tiberius, fait passer une première loi déclarant l’illégalité de telles commissions puis une seconde loi, en vertu des anciennes lois d’appel, déclarant qu'un magistrat qui prononce une peine de mort contre un citoyen romain sans le consentement du peuple romain se rend coupable de haute trahison. Bien que n'étant pas nommé directement, cette loi vise Popillius qui s'est rendu coupable en pourchassant et en condamnant les partisans des Gracques durant son consulat.
Résigné, Popillius devance une condamnation certaine en prenant le chemin de l’exil et quitte l’Italie,,, peut-être pour se rendre en Macédoine. Ce départ fait de lui le premier exemple de citoyen romain exilé hors de la péninsule avant d'y être plus tard rappelé.
Ses proches, notamment ses fils, plaident pour son retour auprès d'une audience la plus large possible. Ces partisans du retour de Popillius, qui se rassemblent dès son départ, deviennent le symbole de l'opposition à la politique de Caius Gracchus. À la fin de 121, le meurtre de Caius Gracchus et le massacre de ses partisans menés par le consul Lucius Opimius entrainent la restauration de l'aristocratie au pouvoir. Les projets de lois de Caius Gracchus sont abandonnés et la situation politique à Rome redevient favorable à un retour de Popillius. Ce dernier est très vite officiellement rappelé, dès 120 av. J.-C., par l'intermédiaire du tribun de la plèbe Lucius Calpurnius Bestia.